# Jari Helle
Jari Juhani Helle (Tampere, 10 agosto 1962 – Tampere, 20 aprile 2017) è stato un allenatore di hockey su ghiaccio e hockeista su ghiaccio finlandese.

## Carriera

### Giocatore
Figlio dell'allenatore e dirigente Seppo Helle, campione di Finlandia con l'Ilves Tampere nel 1962, Jari Helle cominciò fin da bambino a praticare l'hockey su ghiaccio. Si mise in luce fin da molto giovane, guadagnandosi la nazionale under-18, con cui ha vinto il campionato europeo nel 1979.
Con squadre di club, ha esordito ad alto livello nella Western Hockey League, con i canadesi Regina Pats nel 1978-79, per tornare all'Ilves Tampere nella stagione successiva, dove militerà nelle giovanili, raccogliendo comunque 18 presenze in prima squadra nella SM-Liiga.
Ritornò poi (1980-1981) in Canada dove raggiunse i play-off coi Regina Pats, disputando alcune gare anche con il farm team dei Regina Blues.
Dal 1981-1982 tornò in patria, dove si divise tra il Forssan Palloseura (nell'allora I. divisioona, la seconda serie) e il Lukko Rauma (SM-liiga).
Una serie di infortuni alla schiena ne minarono l'attività, fino a che, dopo due operazioni, fu costretto a ritirarsi a 22 anni.

### Allenatore
Ha cominciato ad allenare nel 1988 le giovanili del KooKoo Kouvola, la sua ultima squadra da giocatore. Ricoprì questo ruolo per due anni (e nel secondo fu anche scout in Europa per conto dei Pittsburgh Penguins).
Passò quindi ad allenare il Savonlinnan SaPKo in II divisioona (terza serie) tra il 1990 e il 1992 e poi - una volta preso il patentino di primo grado di allenatore - per una stagione ciascuno il KooKoo (in I divisioona, ma da secondo allenatore) e il Kokkolan Hermes (I divisioona).
Nel 1994 divenne allenatore dei Kotkan Titaanit di Kotka, città dove ha a lungo vissuto, che portò dalla II divisioona alla I. Vi rimase per tre stagioni, prima di approdare in Italia.
Tra il 1998 e il 2001 fu alla guida dell'SV Caldaro, allora in serie B, portando la squadra alla vittoria del campionato nell'ultima stagione.
Iniziò il 2001-2002 guidando il Vipiteno, nella massima serie, ma fu esonerato dopo poche giornate. Passò all'Appiano, con cui vinse nuovamente la serie B.
Tornò quindi in patria per due stagioni, ai lapponi del Rovaniemen RoKi (Suomi-sarja), per tornare nuovamente in Italia: di nuovo a Caldaro (in A2, 2004-2005) e ad Appiano (ancora in A2, 2005-2006).
Nel 2006 era nuovamente in Finlandia, coi Titaanit, che nuovamente portò dalla terza alla seconda serie, ma solo per una stagione.
Fu richiamato in Italia nel marzo del 2008, quando affiancò per la disputa dei play-off Jamie Dumont alla guida dell'HC Bolzano. La squadra vinse lo scudetto e il tandem fu confermato, ma a ruoli invertiti: Helle tecnico della prima squadra e Dumont assistant. Anche nella seconda stagione la squadra si confermò campiona d'Italia, aggiudicandosi anche Supercoppa italiana e Coppa Italia.
Nonostante i successi al termine della stagione Helle non venne riconfermato, venendo sostituito da Jamie Bartman. Helle trovò un accordo a stagione iniziata con il Caldaro, in serie A2, dove subentrò a Marco Liberatore, che si era dimesso per gli scarsi risultati.
Bartman venne tuttavia esonerato dal Bolzano il 1º gennaio 2010, e contemporaneamente fu annunciato il ritorno di Helle, divenuto effettivo il successivo 4 gennaio, quando gli subentrò, sulla panchina dei caldaresi, il finlandese Jarmo Jamalainen. A fine stagione (chiusa con l'eliminazione in semifinale play-off), è stato sostituito dalla società con Adolf Insam, e si è accasato, fin dal mese di maggio, al LeKi, nella Mestis, dove però è stato sostituito già dal 15 settembre da Vesa Kokkonen.
Dal 2 febbraio 2011 è ritornato, per la terza volta in carriera, sulla panchina dell'HC Appiano, in serie A2, dove ha sostituito Mike Ellis. Dopo l'eliminazione della squadra ai quarti di finale, Helle fu sostituito da un altro finlandese, Jaro Mensonen.
Nel mese di ottobre 2011 è stato nominato capo allenatore dell'EHC Bregenzerwald, squadra della seconda serie austriaca, dov'è rimasto solo fino al termine della stagione, venendo in estate sostituito dallo svedese Henrik Alfredsson.

## Palmarès

### Giocatore
- Campionato europeo di hockey su ghiaccio Under-18

1979

### Allenatore
- Campionato italiano: 2

Bolzano: 2007-2008, 2008-2009